# Benedek Elek meséi
A Benedek Elek meséi magyar televíziós filmsorozat, amelyet Szabó Attila rendezett. A Magyar Televízió tűzte műsorra 1997. május 13. és 1997. augusztus 28. között.

## Ismertető
A mesélő Bánffy György, aki Benedek Elek klasszikus meséit olvassa fel könyvből, a gyerekek számára.

## Epizódok
1. A kincses bojtár
2. Mátyás király és az öreg szántóvető
3. A bujdosó macska
4. A csúnya királyfi és a szép királykisasszony
5. A szegény ember és az ördög
6. Mátyás király juhásza
7. Az ember a legerősebb
8. Otromfotrom
9. Kermomiéti
10. A nyulacska harangocskája
11. A kígyóbőr
12. A kerek kő
13. Szóló szőlő
14. Teddneki János!
15. A tizenkét varjú
16. A rozmaringszál
17. A királykisasszony cipője
18. A soknevű királyfi
19. Hamupipőke
20. Az aranyszőrű bárány
21. Babszem Jankó
22. Üssed, üssed botocskám!